# If (Janet Jackson)
If è un brano della cantautrice statunitense Janet Jackson, estratto nel 1993 come secondo singolo del suo quinto album, janet..
La canzone è stata poi reinterpretata dal vivo da Kelly Clarkson e da Yuri del gruppo musicale coreano Girls' Generation.

## Descrizione
If è costruita su un insistente riff di chitarre heavy metal. La combinazione di ritmi fortemente improntati all'hip hop e al new jack swing con le sonorità della chitarra elettrica e delle sonorità trip hop costituisce un'innovazione per la musica di Janet Jackson. Così come nel precedente Rhythm Nation 1814 la Jackson sperimenta in questo brano qualcosa di nuovo.
Nel testo la protagonista si rivolge in seconda persona al suo fidanzato esprimendogli il suo desiderio per lui. Contiene un campionamento di Someday We'll Be Together di Diana Ross & The Supremes del 1969.
Un remix del brano intitolato Brothers in Rhythm House Mix è presente nell'album di remix janet. Remixed (1995).
Il singolo contiene come lato B la traccia One More Chance, cover di una canzone scritta e prodotta dal fratello Randy Jackson, presente nell'album dei Jacksons Victory (1984).

### Composizione
If è scritta nella tonalità di Mi minore. È caratterizzata da un tempo moderato e un giro armonico di base di Mim—Do/Mi—Re.

## Recensioni
La critica musicale elogiò If per i contenuti sessualmente accattivanti e per l'uso delle chitarre elettriche. Nicholas Jennings di Maclean's scrisse: « Una delle canzoni forti [dell'album janet.] è 'If', dominata dalla chitarra elettrica con i suoi testi espliciti 'Tu che vai in tiro/mentre tocchi le mie cose'. » Craig S. Semon di Telegram & Gazette commentò: « Una delle tracce più eccitanti di 'janet.' è la birichina e seducente 'If'. La Jackson riversa fantasie sessuali su un uomo che non sa nemmeno che lei esista. Stridenti accordi di chitarra e programmazioni hip hop mettono in moto questo vigoroso e incalzante pezzo dance, mentre la Jackson abbozza nella mente immagini erotiche di come scendere sul piano fisico con il suo potenziale amante. » Jon Pareles del New York Times aggiunse: «  'If' ricorda 'Why You Wanna Trip on Me' di Michael Jackson, si apre con chitarre urlanti e una strofa salmodiata, fino a crescere in una dolce melodia. » Sal Cinquemani di Slant Magazine definì la canzone della cantante come « la fiorettatura orchestrale da 'Someday We'll Be Together' di Diana Ross & the Supremes », aggiungendo che la canzone « sembra esistere al solo scopo di fornire l'impeto dietro a una delle più grandi coreografie nella storia dei video musicali. » Greg Kot della Chicago Tribune dichiarò: « C'è un sorprendente riff di chitarra distorto preso in prestito da 'Sledgehammer' di Peter Gabriel che conferisce a 'If' del mordente. »

## Accoglienza
La Virgin Records voleva che If fosse il primo singolo estratto dall'album, ma Janet Jackson, Jimmy Jam e Terry Lewis non erano d'accordo, preferendogli That's the Way Love Goes.
If fu dunque pubblicata il 13 luglio 1993 come secondo singolo. Debuttò alla posizione numero 57 della classifica di Billboard. Sette settimane dopo raggiunse il suo picco alla posizione numero 4, venendo certificata disco d'oro negli Stati Uniti nel settembre 1993. Raggiunse anche la posizione numero 3 nella classifica rhythm and blues/hip hop e la posizione numero 1 nella classifica dance. In Canada la canzone debuttò alla posizione numero 92 e arrivò alla posizione numero 3 nell'ottobre 1993, rimanendo in classifica diciannove settimane. Nel Regno Unito esordì alla posizione numero 23 e conquistò la numero 14 la settimana seguente, rimanendo sette settimane in classifica. La canzone ebbe un discreto riscontro nel resto d'Europa e in Oceania, restando però al di fuori dei primi dieci posti nella maggior parte dei paesi.

## Il video
Il videoclip di If è ambientato all'interno di un futuristico locale notturno asiatico, in cui delle telecamere di sorveglianza spiano gli avventori all'interno dei bagni, in linea con le fantasie sessuali voyeuristiche narrate dal testo della canzone. La popstar e i suoi ballerini interpretano una complessa coreografia su un palco al centro di questo luogo di libertinaggio.
Regista del filmato è Dominic Sena, mentre le coreografie sono di Tina Landon, già al fianco della Jackson in vari video musicali negli anni Ottanta.
If vinse agli MTV Video Music Awards del 1994 come "Miglior video femminile". Lo stesso anno ottenne anche un Billboard Music Award come "Video dance dell'anno".
È incluso nella raccolta From janet. to Damita Jo: The Videos. Una versione editata, chiamata All Dance Version e incentrata maggiormente sulle coreografie fu inserita nel VHS janet., e nel 2001 su una versione speciale dell'album All for You.
La scena dove compaiono le spalline fu omaggiata nel film White Chicks del 2004 durante una scena di ballo in un locale.

## Promozione
Janet Jackson interpretò la canzone all'interno di un medley con That's the Way Love Goes agli MTV Video Music Awards del 1993. La traccia audio di questa esibizione appare nell'edizione limitata in due dischi di janet.
L'ha inserita nella scaletta di tutti i suoi tour a partire dal Janet. World Tour (1993-1995). In questa tournée il brano If faceva da apertura al concerto. Durante la coreografia le ballerine mettevano in ginocchio i ballerini e li facevano strisciare tra le loro gambe.

## Classifiche
| Posizione | 57 | 20 | 13 | 10 | 10 | 7 | 6 | 4 | 4 | 5 | 5 | 5 | 7 | 9 | 10 | 17 | 19 | 27 | 29 | 31 | 39 | 40 | 43 | 48 | 47 | 44 | 49 |

### Classifiche settimanali
| Paese (1993)                   | Posizione |
| ------------------------------ | --------- |
| Billboard (USA)                | 4         |
| Dance (USA)                    | 1         |
| Rhythm and blues/hip hop (USA) | 3         |
| Canada                         | 3         |
| Giappone                       | 2         |
| Australia                      | 18        |
| Nuova Zelanda                  | 8         |
| Regno Unito                    | 14        |
| Paesi Bassi                    | 10        |
| Svezia                         | 19        |
| Svizzera                       | 27        |
| Germania                       | 25        |

### Classifiche annuali
| Paese (1993) | Posizione |
| ------------ | --------- |
| Canada       | 25        |
| Stati Uniti  | 19        |